# Janthinea friwaldszkii
Janthinea friwaldszkii is een vlinder uit de familie van de uilen (Noctuidae). De wetenschappelijke naam van de soort is voor het eerst geldig gepubliceerd in 1835 door Philogène-Auguste-Joseph Duponchel.
De soort komt voor in Europa.